# Alexandra Grebennikova Vólkova
Alexandra Grebennikova Vólkova (Sverdlovsk, URSS, 1974) és una escriptora i traductora andorrana d'origen rus. Llicenciada en Creació Literària i Traducció a l'Institut de Literatura Maksim Gorki de Moscou, taller de traducció de Pável Gruixkó (anys d'estudi: 1990 - 1995). Viu a Andorra des del 1997 i dirigeix l'escola d'idiomes IMPIS.
Grebennikova va començar el treball literari traduint poesia anglesa i francesa cap al rus, compaginant-lo amb l'estudi de la llengua castellana. Al començament dels anys 1990, gràcies a una beca atorgada per la Generalitat de Catalunya, va poder fer una estada a Barcelona i fer un curs de català a la UB. Va reprendre els estudis l'any 2003, amb el Postgrau en Disseny en Materials Didàctics Multimèdia a la UOC, i l'any 2010, es va llicenciar en Humanitats (especialització en Estudis socials i culturals i Estudis del pensament) per la Universitat d'Andorra i la Universitat Oberta de Catalunya.
Grebennikova compagina l'activitat docent amb la col·laboració en nombrosos mitjans de comunicació andorrans com ara els diaris BonDia, Ara.ad, Diari d'Andorra, El Periòdic d'Andorra i diversos programes de ràdio i televisió. També ha escrit per a les revistes Innostrannaya Literatura,  Portella. Andorra, lletres, arts, Ciutadans, La lluna en un cove i Àgora Cultural.
El 2011 va guanyar el tercer premi del concurs de Literatura Exprés convocat pel Ministeri d'Economia del Govern d'Andorra, en col·laboració amb la Biblioteca Pública del Govern.
El 2015 publica amb l'editorial El Toll, El somni d'un home sentimental, un estudi introductori de Les nits blanques de Dostoievski, amb il·lustracions de Fiodor Ionin, i que inclou un cedé amb la banda sonora de la novel·la composta pel mestre rus Leonid Orlov.

## Obra destacada
- Les bicicletes no es mengen. Ontinyent: El Toll, 2012 (ISBN 978-84940155-2-6)
- El gran secret de la vaca Bruna. Andorra: AINA, 2013 (ISBN 978-99920-1971-9)
- Pròleg: Gógol, escriptor alegre, a: La nit abans de Nadal Nikolai V. Gógol. Ontinyent: El Toll, 2013 (ISBN 978-84-941442-1-9)
- Lev Tolstoi, ànima lliure, a: La tempesta de neu, Lev Nikolàievitx Tolstoi. Ontinyent: El Toll, 2014 (ISBN 978-84-941442-3-3)
- El somni d'un home sentimental. Ontiyent: El Toll, 2015 (ISBN 978-84-943936-1-7)[8]
- A bow to king Boris, i Shave to the iron, a: Andorra revealed. Andorra: Clare Allcard [et al.], 2016 (ISBN 978-99920-3-079-0)
- Diversos autors. El joc que estimem. Andorra: Unicef Andorra, 2016 (ISBN 978-99920-3-088-2)[9][10]
- Тень евнуха. М.: Иностранка, Азбука-Аттикус, 2016. Moscou, 2016. (traducció de l'obra: L'ombra de l'eunuc, de Jaume Cabré i Fabré)